# Port Comercial-La Factoria (metropolitana di Barcellona)
Port Comercial-La Factoria è una stazione della linea L10 Sud della metropolitana di Barcellona entrata in servizio il 7 novembre 2021.

## Caratteristiche
La stazione fa parte del Lotto II della L10 Zona Franca-Zona Universitària ed è realizzata all'aperto su viadotto. La stazione è raggiungibile tramite ascensori e scale mobili ed è ubicata nel carrer A, tra le vie 2 e 3 della Zona Franca, all'altezza dell'uscita del deposito di materiali infiammabili del porto di Barcellona.

## Storia
Secondo le previsioni iniziali la stazione avrebbe dovuto entrare in servizio nel 2007 ma in seguito al ritardo nei lavori e a problemi di finanziamento la data ha continuato a slittare fino al 2021. Dopo un tentativo di apertura ad aprile, rimandato per problemi tecnici, la stazione è entrata in servizio a novembre 2021.